# Ludwig Boltzmann
Ludwig Edward Boltzmann (Viena, 20 de febrer del 1844 - Duino, Itàlia, 5 de setembre del 1906) va ser un físic i filòsof austríac pioner de la mecànica estadística i un fervent defensor de l'existència dels àtoms. Validant la hipòtesi de Demòcrit segons la qual «la matèria pot ser considerada com un conjunt d'entitats indivisibles», Boltzmann, amb l'ajut de la seva equació cinètica anomenada «de Boltzmann», va teoritzar sobre nombroses equacions de mecànica dels fluids. El 1877 va proporcionar la definició actual d'entropia, {\displaystyle S=k_{\rm {B}}\ln \Omega \!}, on Ω és el nombre de microestats l'energia dels quals és igual a l'energia del sistema, interpretada com una mesura del desordre estadístic d'un sistema. Max Planck va anomenar la constant kB com la constant Boltzmann.
En el transcurs de la seva carrera de físic, Boltzmann va tenir igualment l'ocasió d'adoptar un punt de vista filosòfic més general sobre les ciències. Tot inscrivint-se plenament en la tradició de filosofia de les ciències austríaques, les seves posicions poden igualment ser considerades alhora com una anticipació de les concepcions de Thomas Kuhn relatives a les revolucions científiques. Partidari d'un enfocament evolucionista inspirat dels treballs de Charles Darwin, Boltzmann considerà les teories científiques com tantes «imatges del món» susceptibles d'evolucionar en funció del nostre marc cultural. Va desenvolupar igualment la tesi segons la qual el coneixement consisteix principalment en una elaboració de models, i va sistematitzar aquesta idea a l'article Model que redacta per a l'Encyclopædia Britannica. Aquestes concepcions exercirien una influència decisiva sobre el positivisme lògic del Cercle de Viena, així com sobre Ludwig Wittgenstein que va reconèixer en ell una de les seves influències principals.

## Biografia
Va nàixer a Viena, que a l'època era la capital de l'Imperi Austrohongarès. Nascut dins d'una família benestant, Boltzmann va cursar estudis mitjans a Linz, doctorant-se en la Universitat de Viena el 1866. L'any següent treballaria com a ajudant de Josef Stefan.
Va ser professor de física a Graz el 1869, encara que quatre anys després va acceptar un lloc com a professor de matemàtiques a Viena. Malgrat això, tornaria a Graz com a catedràtic el 1876. Per aquella època ja era conegut per la comunitat científica, pel seu desenvolupament, el 1871, de l'estadística de Maxwell-Boltzmann per a les velocitats de les molècules d'un gas.
El 1894, Viena després de la mort de Josef Stefan, va reprendre el seu lloc, aquesta vegada com a professor de física teòrica, en la Universitat de Viena. L'any següent, Ernst Mach va obtenir la càtedra d'Història i Filosofia de les Ciències. Mach era un dels més ferms opositors al treball de Boltzmann. El 1900, a causa del seu descontentament amb Mach, Boltzmann es va traslladar a Leipzig on va conèixer Wilhelm Ostwald.
Mach va deixar la Universitat de Viena el 1901 per motius de salut, la qual cosa va permetre a Boltzmann tornar l'any següent. En aquesta ocasió, a més de recuperar la seva càtedra de Física, va obtenir la càtedra de Mach d'Història i Filosofia de les Ciències. El 1904 va visitar Estats Units, on s'estava celebrant l'Exposició Universal de Saint Louis.
El 1906 es va suïcidar per penjament durant unes vacances a Duino, prop de Trieste. El motiu que li va portar al suïcidi roman poc clar, però pot haver estat relacionat amb el seu ressentiment en ser rebutjada la seva tesi sobre la realitat de l'àtom i les molècules per la comunitat científica de llavors, —una creença compartida, no obstant això, per Maxwell al Regne Unit i Gibbs als Estats Units; i per la majoria dels químics des dels descobriments de John Dalton el 1808. La dura oposició al seu treball, amb Ostwald com a cap —la hipòtesi de l'existència d'àtoms, que encara no estava demostrada completament-, va poder haver causat trastorns psíquics que el portarien al suïcidi.
Només uns anys després de la seva mort, els treballs de Jean Perrin sobre les suspensions col·loïdals (1908-1909) van confirmar els valors del Nombre d'Avogadro i la constant de Boltzmann, convencent a la comunitat científica de l'existència dels àtoms.

## La constant de Boltzmann
Citant Planck, La connexió logarítmica entre l'entropia i la probabilitat va ser expressada per primera vegada per Boltzmann en la seva teoria cinètica dels gasos. Aquesta famosa fórmula per a l'entropia ({\displaystyle S}) és:
| {\displaystyle S=k\,\ln W} |

on, {\displaystyle k} = 1.3806504(24) × 10−23 J K−1 {\displaystyle k} = 8.6173404(24) × 10−5 eV K−1 és la constant de Boltzmann, i {\displaystyle \ln } és el logaritme neperià o natural. {\displaystyle W} és el nombre dels possibles microestats corresponents a l'estat macroscòpic d'un sistema —el nombre de camins (no observables) de l'estat termodinàmic d'un sistema (observable) pot ser efectuats assignant diferents posicions i moments a unes quantes molècules.
El paradigma de Boltzmann va ser un gas ideal de {\displaystyle N} partícules idèntiques, de les quals {\displaystyle N_{i}} són les i-èsimes condicions microscòpiques de posició i quantitat de moviment. {\displaystyle W} podria ser obtinguda utilitzant de les permutacions de l'estadística de Maxwell-Boltzmann.
| {\displaystyle W=N!\;/\;\prod _{i}N_{i}!} |

on i varia dins de totes les condicions moleculars possibles. La correcció en el denominador és a causa del fet que partícules idèntiques en la mateixa condició són indistingibles. {\displaystyle W} és denominada com a probabilitat termodinàmica.

## Llegat i impacte en la ciència moderna
Les contribucions de Ludwig Boltzmann a la física i la filosofia han deixat un impacte durador en la ciència moderna. El seu treball pioner en mecànica estadística i termodinàmica va establir les bases d'uns quants dels conceptes més fonamentals de la física. Per exemple, Max Planck en quantificar ressonadors a la seva teoria de la radiació del cos negre va utilitzar la constant de Boltzmann per descriure l'entropia del sistema per arribar a la seva fórmula el 1900. Tanmateix, el treball de Boltzmann no sempre va ser acceptat fàcilment durant la seva vida, i es va enfrontar a l'oposició d'alguns dels seus contemporanis, especialment pel que fa a l'existència d'àtoms i molècules. No obstant això, finalment es va reconèixer la validesa i la importància de les seves idees, i des de llavors s'han convertit en pedres angulars de la física moderna. Aquí, aprofundim en uns quants aspectes del llegat de Boltzmann i la seva influència en diverses àrees de la ciència.

### Teoria atòmica i existència d'àtoms i molècules
La teoria cinètica dels gasos de Boltzmann va ser un dels primers intents d'explicar les propietats macroscòpiques, com la pressió i la temperatura, en termes del comportament dels àtoms i molècules individuals. Tot i que molts químics ja acceptaven l'existència d'àtoms i molècules, la comunitat física més àmplia va trigar un temps a adoptar aquesta visió. La llarga disputa de Boltzmann amb l'editor d'una destacada revista de física alemanya sobre l'acceptació d'àtoms i molècules subratlla la resistència inicial a aquesta idea.
Va ser només després que experiments, com els estudis de Jean Perrin sobre les suspensions col·loïdals, confirmessin els valors de la constant d'Avogadro i de la constant de Boltzmann que l'existència d'àtoms i molècules va obtenir una acceptació més àmplia. La teoria cinètica de Boltzmann va tenir un paper crucial en la demostració de la realitat dels àtoms i les molècules i en l'explicació de diversos fenòmens en gasos, líquids i sòlids.

### Mecànica estadística i constant de Boltzmann
La mecànica estadística, on Boltzmann va ser pioner, connecta observacions macroscòpiques amb comportaments microscòpics. La seva explicació estadística de la segona llei de la termodinàmica va ser un assoliment important i va proporcionar la definició actual d'entropia ({\displaystyle S=k_{\rm {B}}\ln \Omega }), on kB és la constant de Boltzmann i Ω és el nombre de microestats corresponents a un macroestat donat.
Max Planck va anomenar més tard la constant kB com la constant de Boltzmann en honor a les contribucions de Boltzmann a la mecànica estadística. La constant de Boltzmann té un paper central a l'hora de relacionar les magnituds termodinàmiques amb les propietats microscòpiques, i ara és una constant fonamental en física, que apareix en diverses equacions de moltes disciplines científiques.

### Equació de Boltzmann i usos moderns
Com que l'equació de Boltzmann és pràctica per resoldre problemes en gasos rarificats o diluïts, s'ha utilitzat en moltes àrees diverses de la tecnologia. S'utilitza per calcular la reentrada del transbordador espacial a l'atmosfera superior. És la base de la teoria del transport de neutrons i del transport d'ions en semiconductors.

## Influència en la mecànica quàntica
El treball de Boltzmann en mecànica estadística va establir les bases per entendre el comportament estadístic de les partícules en sistemes amb un gran nombre de graus de llibertat. En el seu article de 1877 va utilitzar els nivells d'energia discrets dels sistemes físics com a dispositiu matemàtic i va continuar demostrant que el mateix podria aplicar-se als sistemes continus que es podrien veure com un precursor del desenvolupament de la mecànica quàntica. Un biògraf de Boltzmann diu que l'enfocament de Boltzmann [fa] el camí per a Planck.
El concepte de quantificació dels nivells d'energia es va convertir en un postulat fonamental en la mecànica quàntica, donant lloc a teories innovadores com l'electrodinàmica quàntica i la teoria quàntica de camps. Així, les primeres idees de Boltzmann sobre la quantificació dels nivells d'energia van tenir una profunda influència en el desenvolupament de la física quàntica.